# Фторид рутения(V)
Фторид рутения(V) — неорганическое соединение,
соль металла рутения и плавиковой кислоты с формулой RuF5,
тёмно-зелёные кристаллы,
реагирует с водой,
разъедает стекло.

## Получение
- Действие фтора на порошкообразный рутений:

{\displaystyle {\mathsf {2Ru+5F_{2}\ {\xrightarrow {300^{o}C}}\ 2RuF_{5}}}}

## Физические свойства
Фторид рутения(V) образует тёмно-зелёные кристаллы,
гидролизуется водой, разлагает стекло.

## Химические свойства
- Восстанавливается иодом:

{\displaystyle {\mathsf {3RuF_{5}+I_{2}\ {\xrightarrow {}}\ 3RuF_{3}+2IF_{3}}}}